# DAF LF
DAF LF(영어: DAF LF)는 영국의 레이랜드 트럭 사가 생산하는 대형 트럭이다. 2001년부터 생산된 트럭으로 2002년에 인터내셔널 트럭 오브 더 이어에서 수상한 적이 있다.

## 사진

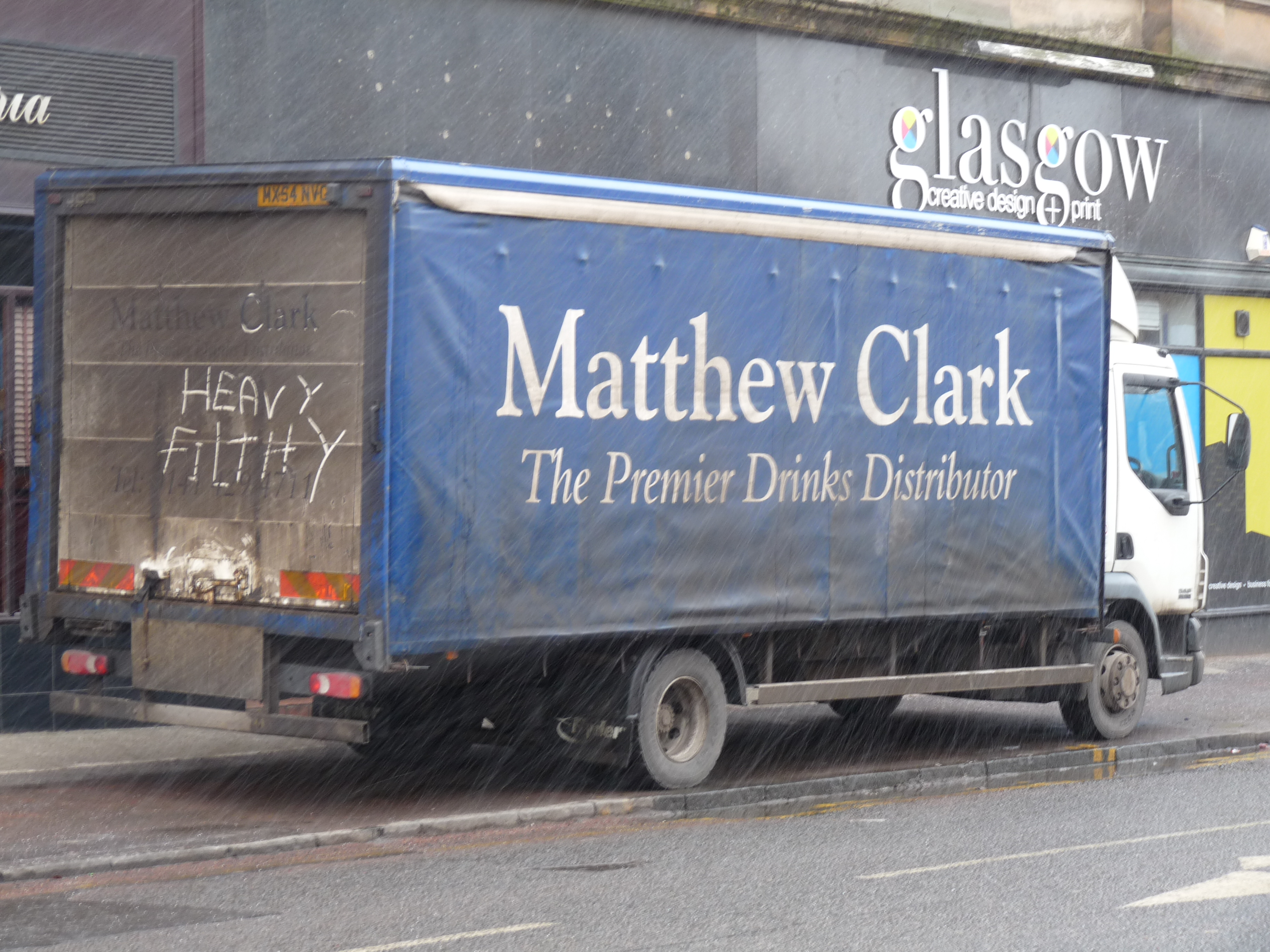
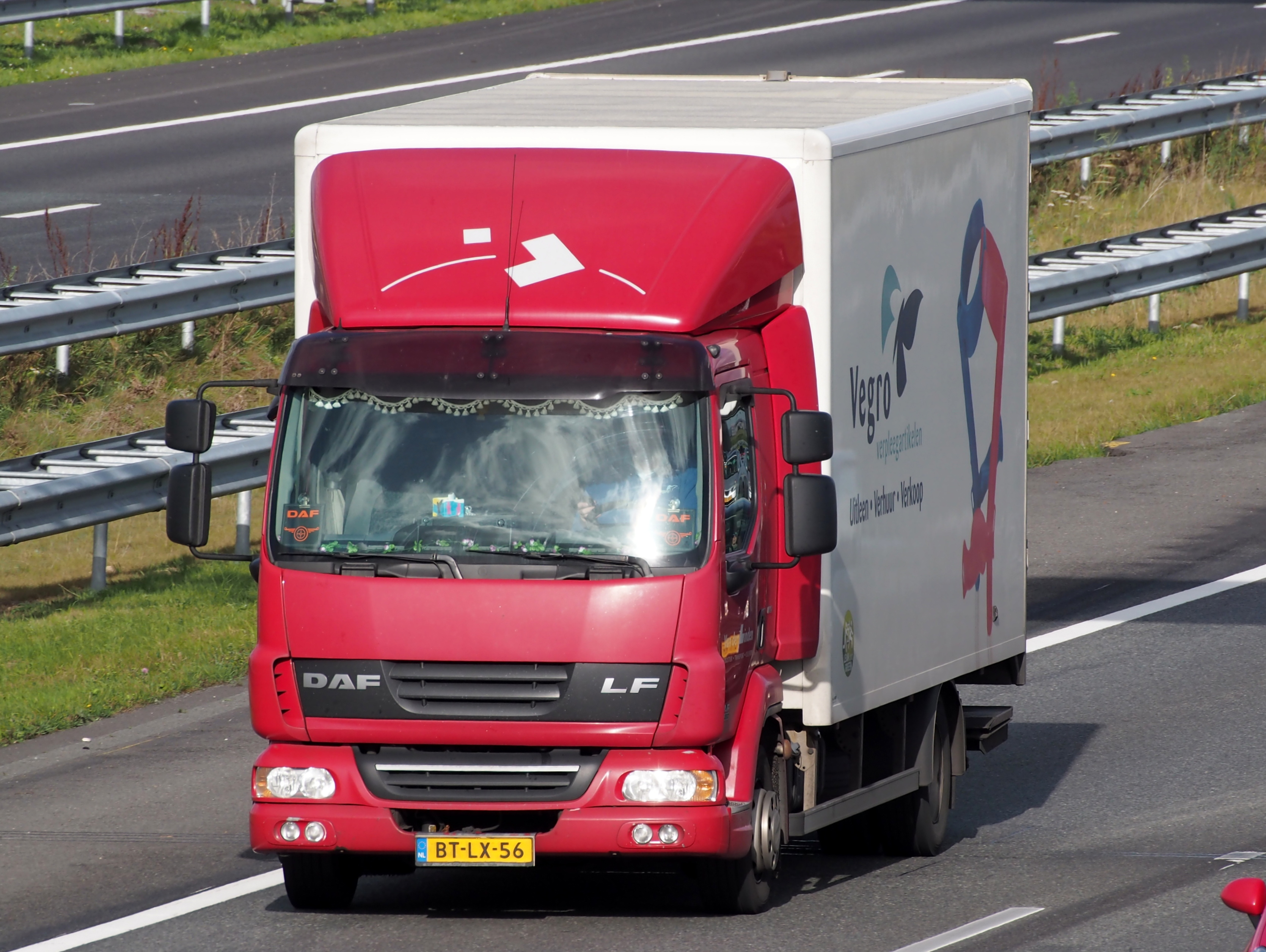
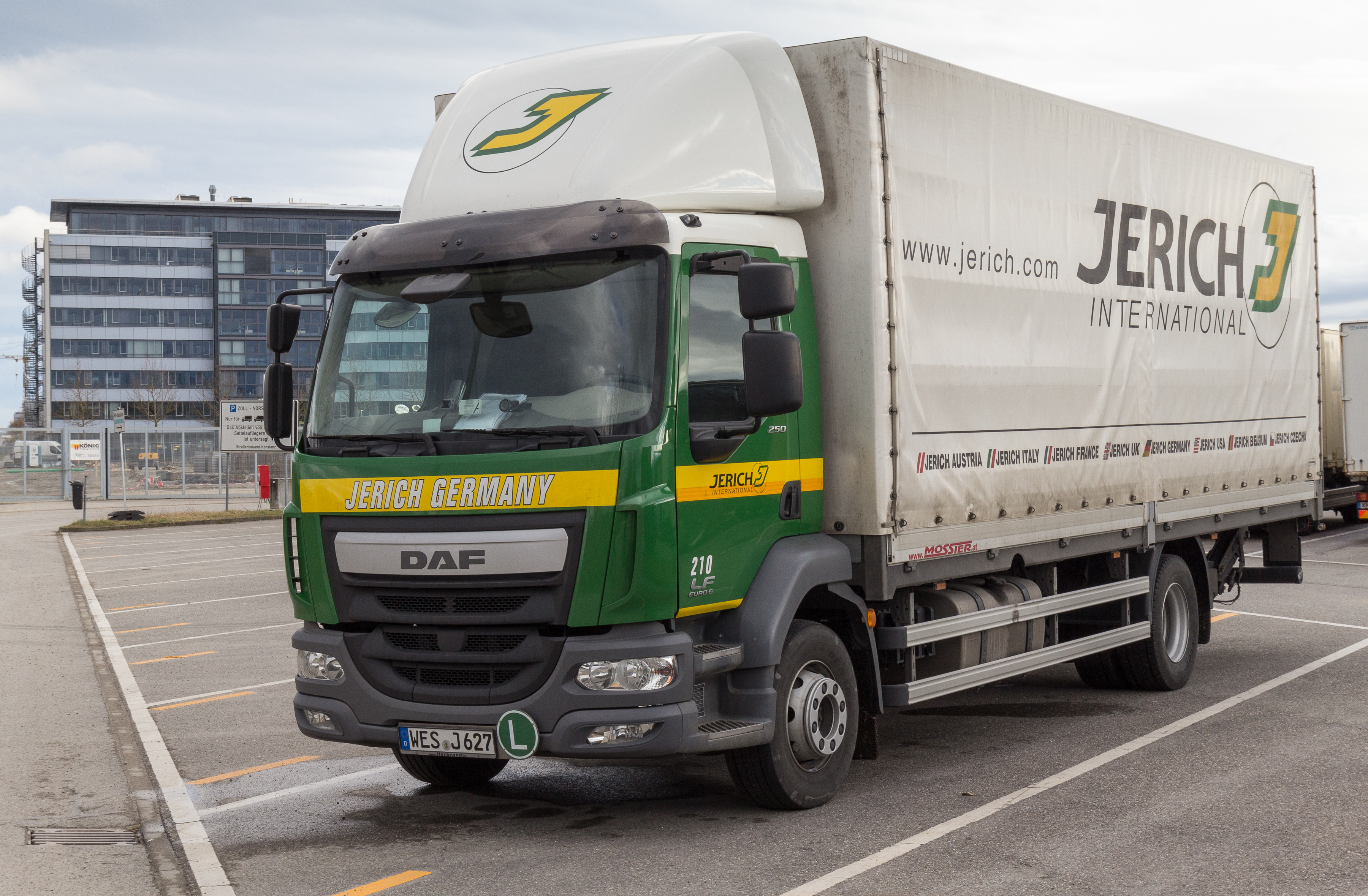
DAF LF 250 (2013)

## 경쟁 차종
- 현대자동차 - 현대 메가트럭
- 타타대우상용차 - 타타대우 노부스 SE, 타타대우 프리마
- 볼보트럭 - 볼보 FL
- 스카니아 - 스카니아 R-시리즈
- 메르세데스-벤츠 - 메르세데스-벤츠 아테고
- MAN - MAN TGM
- 이베코 - 이베코 유로카고